# Sonja Westerbergh
Sonja Elisabeth Westerbergh (under en tid Scholander) född 20 juli 1932 i Chicago, USA, död 30 mars 2018 i Örnsköldsvik, var en svensk skådespelare.

## Familj
Tillsammans med konstnären Lars Hallberg fick Sonja Westerbergh en dotter, född 1957. Därefter var hon 1963–1971 gift med kemiingenjören Axel Scholander.

## Filmografi
- 1952 - Medan det ännu är tid
- 1954 - Karin Månsdotter
- 1954 - Ung sommar
- 1955 - Danssalongen
- 1955 - Vildfåglar
- 1957 - Enslingen Johannes
- 1958 - Damen i svart
- 1958 – Laila
- 1961 - Hällebäcks gård

## Teater

### Roller (ej komplett)
| År   | Roll              | Produktion                                             | Regi             | Teater        |
| ---- | ----------------- | ------------------------------------------------------ | ---------------- | ------------- |
| 1948 | Bruden            | Vita hästen Hans Müller och Ralph Benatzky             | Max Hansen       | Oscarsteatern |
| 1956 | Margot Frank      | Anne Franks dagbok Frances Goodrich och Albert Hackett | Sandro Malmquist | Riksteatern   |
| 1958 | Varja             | Körsbärsträdgården Anton Tjechov                       | Sandro Malmquist | Riksteatern   |
| 1959 | Kristina          | Mäster Olof August Strindberg                          | Sandro Malmquist | Riksteatern   |
| 1960 | Elisabeth Halling | På tre man hand Jens Locher                            | Gösta Terserus   | Parkteatern   |
| 1960 | Ann Whitefield    | Mannen och hans överman George Bernard Shaw            | Gustaf Molander  | Riksteatern   |